# Berģi
Berģi es un barrio de la ciudad de Riga, Letonia.

## Superficie
Posee una superficie de 5,706 kilómetros cuadrados (570,6 hectáreas).

## Población
Hasta 2021 presentaba una población de 2851 habitantes, con una densidad de población de 499,6 habitantes por kilómetro cuadrado.

## Transporte

### Rutas
- Autobús: 1, 19, 28, 29.[1]